# Jindřich Valouch
Jindřich Valouch (31. října 1947 Ústí nad Orlicí – 1. března 2010 Harrachov) byl český politik a v letech 2006–2010 poslanec za ČSSD, předtím starosta a první primátor města Přerov.

## Profesní a politická angažovanost před rokem 1989
Vyučil se strojním zámečníkem a pracoval v podniku Přerovské strojírny, později jako vychovatel a mistr odborného výcviku. V roce 1974 se stal členem KSČ a vystudoval Vysokou školu politickou v Praze, kde absolvoval jednoroční kurz a poté pokračoval ve studiu oboru teorie státu a práva a získal právo užívat titul RSDr. Byl aktivní v SSM jako okresní tajemník této organizace. Na tomto postu setrval po čtyři roky. Dva roky potom pracoval jako politický pracovník na politicko-organizačním oddělení OV KSČ Přerov a v roce 1987 se stal instruktorem Krajského výboru KSČ v Severomoravském kraji. V září 1989 byl zvolen do funkce tajemníka pro politicko-organizační práci OV KSČ v Přerově. Zároveň byl zvolen členem předsednictva OV KSČ, předsedou komise mládeže a komise vnitřního života strany OV KSČ v Přerově.
Byl ženatý, měl dvě děti.

## Politická kariéra po roce 1989
V roce 1995 vstoupil do ČSSD. Byl místopředsedou Krajského výkonného výboru ČSSD Olomouckého kraje a předsedou Okresního výkonného výboru ČSSD v Přerově.
Od roku 1990 působil v zastupitelstvu Přerova. Zvolen do něj byl v komunálních volbách roku 1994, komunálních volbách roku 1998, komunálních volbách roku 2002 a komunálních volbách roku 2006, k roku 1994 jako bezpartijní za Sdružení SDL, HZ a NK, v následných volbách již jako člen ČSSD. Profesně se k roku 1998 uvádí jako zástupce starosty, následně k roku 2002 coby starosta a roku 2006 jako poslanec a primátor. V období let 1990–1998 byl místostarostou města Přerova. Poté se stal na dvě volební období 1998 - 2002 a 2002 - 2006 přerovským starostou, od roku 2006 prvním přerovským primátorem. Po roce 2006 byl kvůli svému zvolení do poslanecké sněmovny již jen zastupitelem města.
V senátních volbách roku 2002 se neúspěšně ucházel o mandát senátora v obvodu č. 63 – Přerov. Získal necelých 12 % hlasů a nepostoupil do 2. kola. V krajských volbách roku 2000 byl zvolen do Zastupitelstva Olomouckého kraje za ČSSD. Mandát krajského zastupitele zastával do roku 2008.
Ve volbách v roce 2006 kandidoval do poslanecké sněmovny za ČSSD (volební obvod Olomoucký kraj). Byl členem sněmovního ústavněprávního výboru, místopředsedou kontrolního výboru a v letech 2009-2010 i členem výboru mandátového a imunitního a výboru pro obranu. Ve sněmovně setrval do své smrti v březnu 2010.

## Smrt
V březnu 2010 jel do krkonošského Harrachova na dovolenou, ovšem zpět se již nevrátil. Dne 1. března 2010 se mu na lyžích udělalo nevolno, šel na lanovku, aby si mohl odpočinout v hotelu, ovšem ve frontě na lanovku zkolaboval. Horská služba se ho pokoušela oživit a podávala mu kyslík. Byl přivolán vrtulník s lékařkou, která se Valoucha pokoušela opět oživit, ovšem marně. Za hodinu konstatovala jeho smrt. Ve sněmovně ho po zbytek volebního období nahradil Pavel Smetana.